# Basilika St. Johannes (Sárospatak)

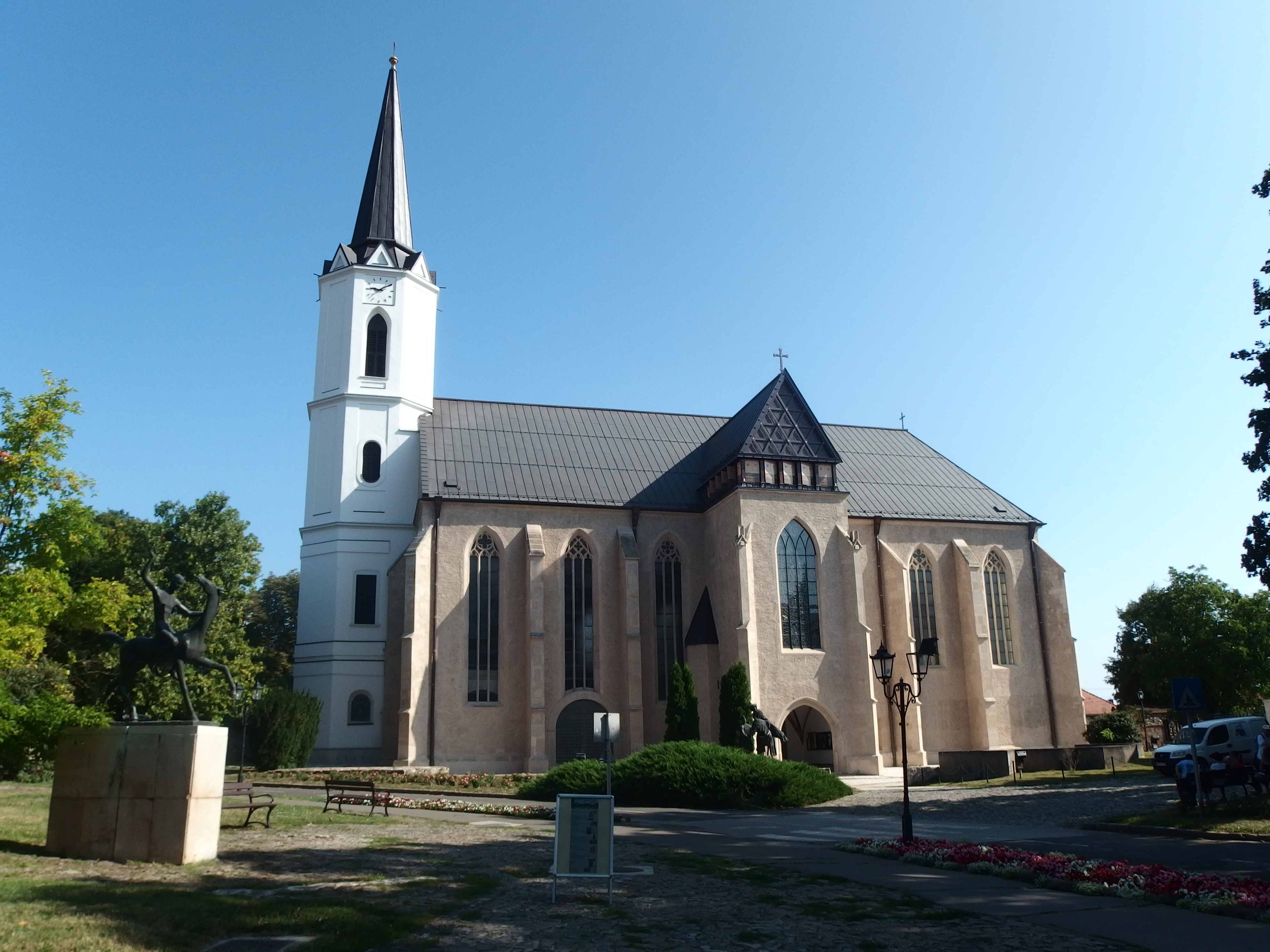
Außenansicht

Die römisch-katholische Kirche St. Johannes der Täufer (ungar. Keresztelő Szent János) liegt in der ungarischen Stadt Sárospatak, innerhalb der Mauern der Burg Rákóczi. Sie ist eine der größten Hallenkirchen Nordungarns und untersteht dem Erzbistum Eger. 2007 wurde die Kirche von Papst Benedikt XVI. in den Rang einer Basilica minor erhoben.
Bereits im 11. Jahrhundert wurde hier eine kleine Rotunde als Kapelle für das königliche Hofhaus errichtet, die ein Jahrhundert später vergrößert wurde. Die heutige gotische Kirche wurde 1492 fertiggestellt. 1737 wurde die Kirche Opfer eines Großbrands, welcher eine 50-jährige Restaurierung nach sich zog. Teile der Kirche, wie z. B. das Dach, wurden in der Folge barock umgestaltet. In dieser Zeit erhielt die Kirche auch den barocken Hochaltar, welcher aus dem in Buda befindlichen und zu dieser Zeit aufgelösten Karmeliterkloster stammt. Die Orgel wurde am Ende des 18. Jahrhunderts in der Kirche installiert. Die letzte Restaurierung erfolgte 1964–1970. Sie ist der Aufbewahrungsort der Kleidungs- und Knochenreliquien der hier geborenen heiligen Elisabeth.